# Andrew Parker (zoólogo)
Andrew Parker (nascido em 1967) (PhD pela Macquarie University) é um zoólogo que trabalhou em biomimética. Ele trabalhou no Museu de História Natural de Londres e, de 1990 a 1999, foi pesquisador da Royal Society University e pesquisador associado do Museu Australiano e da Universidade de Sydney. De 1999 a 2005, trabalhou na Universidade de Oxford. Desde 2018 Parker é um pesquisador visitante no Green Templeton College, onde é chefe de uma equipe de pesquisa em estruturas fotônicas e olhos.

## "Teoria do interruptor de luz" e livros de ciência popular
Em seu livro de 2003, In the Blink of an Eye, Parker propõe que a Explosão Cambriana, como a súbita diversificação nas formas fósseis de animais no início do Período Cambriano, foi devido ao desenvolvimento da faculdade de visão e à consequente intensificação da predação. Ele chama isso de "Teoria do Interruptor de Luz". Em particular, ele conclui que a predação com visão levou ao desenvolvimento de partes duras do corpo, explicando por que o registro fóssil exibiu a Explosão Cambriana neste momento. A teoria recebeu críticas variadas; enquanto alguns foram altamente críticos do livro e de sua hipótese central,  a maioria dos outros foi altamente positiva.  No entanto, uma crítica importante permaneceu: a do momento, da relação entre o aumento da predação e o período em que a visão se desenvolveu. Na sua revisão de muitos dos debates sobre a transformação das formas de vida em torno da fronteira Pré-Cambriano-Cambriano, Martin Brasier argumenta que a predação desempenhou um papel crítico durante a Explosão Cambriana, mas que a ênfase de Parker na visão é equivocada porque os olhos não se desenvolveram até tarde na propagação de tal predação. :109
Em seu livro de 2006, Seven Deadly Colours, Parker descreve a variedade de métodos de produção de cores que evoluíram na natureza e suas implicações para os estilos de vida dos animais.
Parker também é agnóstico. Seu livro de 2009, The Genesis Enigma, argumenta que o Livro do Gênesis (e especialmente o capítulo 1) é surpreendentemente preciso e está de acordo com a ciência. Isso o levou a concluir que o autor do Gênesis pode ter sido inspirado por Deus, embora seu trabalho desde então demonstre uma postura neutra em relação à religião.